# Правова система Косова

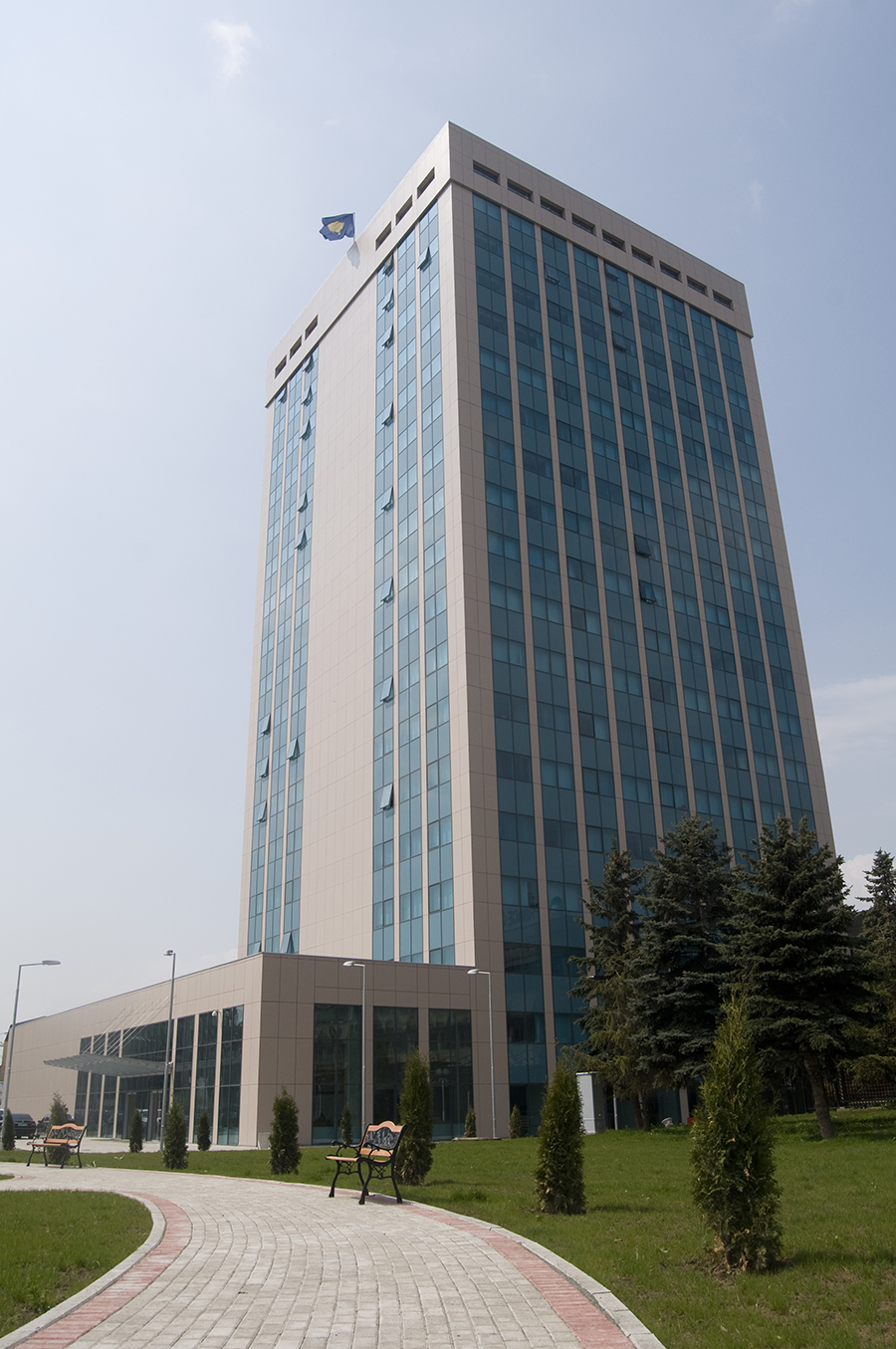
Міністерство юстиції готує проєкти законів відповідно до Конституції Республіки Косово і приводить їх у відповідність з нормами ЄС, розвиваючи міжнародне співробітництво в правовій сфері, та забезпечуючи більш легкий доступ до інститутів правосуддя для меншин країни

Республіка Косово має континентальну правову систему. Центральним джерелом права є конституція та кодифіковані нормативно правові акти, прийняті законодавчим органом. Ця система Косова пережила кілька змін і нині вона включає в себе механізми, які допомагають республіці ухвалювати відповідні закони і провадити належні юридичні процедури.

## Історичний контекст
Відповідно до Конституції Соціалістичної Федеративної Республіки Югославії (СФРЮ) 1974 року, Косово — «автономна область» у складі СФРЮ, яка користувалася значними правами. Як автономна область у складі СФРЮ, Косово мала парламент, уряд, судову систему, конституційний суд і національний банк. У березні 1989 року, після приходу до влади Слободана Милошевича, автономію Косова звузили до статусу, що існував до 1974 року. Це передбачало можливість федеральної влади Сербії зберігати за собою повний контроль над територією. Незабаром після цього нове керівництво усунуло більшість косовських албанців зі своїх публічних посад, зокрема й у судовій системі. Після розпаду СФРЮ вищезгадані конституційні зміни були узаконені Конституцією Федеративної Республіки Югославії від 27 квітня 1992 року, яка тепер складалася з Сербії і Чорногорії. 
Законодавство в Косові складається з різних джерел у такій послідовності
1. Закони, ухвалені Асамблеєю (парламентом) Косова після того, як конституція країни набрала чинності в червні 2008 року
2. Акти ТМООНК (UNMIK, Тимчасова Місія ООН у Косові (з підтримкою законів Асамблеї ООН)) періоду: червень 1999 року — червень 2008 року
3. Закони, датовані до 22 березня 1989 року
4. Закони, датовані між 22 березня 1989 року і 10 червня 1999, які не є дискримінаційними.[1]

### Післявоєнний період і юридичний перехід
Після закінчення війни в червні 1999 року Косово перебуває під міжнародним протекторатом, відповідно до резолюції № 1244 Ради Безпеки Організації Об'єднаних Націй, та керується Тимчасовою місією Організації Об'єднаних Націй у Косові (ТМООНК), в той час як для загальної безпеки там тимчасово розташовані представники правопорядку та жандармерії ЄС, миротворчі сили НАТО (КФОР).

#### Регулювання і нагляд ТМООНК за правовою системою
Відповідно до резолюції №1244 Ради Безпеки ООН, ТМООНК прийняла на себе повноваження у законодавчій, виконавчій та судовій гілках влади, що здійснюються Спеціальним представником Генерального секретаря (СПГС). Для того щоб заповнити законодавчу прогалину, створену протягом десятиліття правління президента Милошевича, ТМООНК прийняла законодавство у вигляді виконавчих декретів, що зазвичай називаються «Актами ТМООНК (UNMIK)». Акти ТМООНК були покликані доповнювати та регулювати пріоритет різних правових документів, прийнятих в минулому. Дійсно, в той час як основна частина законодавства Косова зберігала свою актуальність, скасовано низку законів, ухвалених під час правління Милошевича, які містили дискримінаційні положення щодо громади косовських албанців. Отже, ТМООНК санкціонувала застосування внутрішнього законодавства, чинного до 22 березня 1999 року (до скасування автономії Косова), і виключила законодавство, прийняте в період з 1989 по 1999 роки, за винятком випадків, коли ці правові документи не мали дискримінаційного характеру й були необхідні для заповнення «правового вакууму». Протягом строку своїх повноважень ТМООНК поступово розробила комплексну сучасну правову базу, яка завершилася прийняттям Конституційних рамок Косова, на основі яких народ Косова зміг демократичним шляхом вибирати своїх представників на місцевому і центральному рівні. У 2000 році ТМООНК створила надзвичайну систему правосуддя — виключно з місцевих суддів і прокурорів, до яких згодом, обмеженим числом, приєдналися міжнародні судді і прокурори, які розглядали більш серйозні, тяжкі, особливо тяжкі та резонансні злочини. 

У той час, як у виконавчій та законодавчій гілці влади ТМООНК поступово передавала свої повноваження косовській владі, ТМООНК зберегла контроль виконавчої влади над судовою системою до незалежності Косова. Незважаючи на те, що після набрання чинності Конституції Косова в 2008 році роль ТМООНК стала багато в чому зайвою; ТМООНК як і раніше присутня в республіці й далі сприяє відносинам Косова з країнами, які формально не визнали її незалежність, загалом та Сербією зокрема.

#### Конституція Республіки Косово
Незалежність Республіки Косово проголошена 17 лютого 2008 р. У квітні 2008 року Асамблея Республіки Косово утвердила нову конституцію, яка набрала чинності 15 червня 2008 р. Конституція Республіки Косово визначає Республіку Косово як незалежну, суверенну, демократичну, унікальну і неподільну державу, чий суверенітет іде від народу. Конституція включає в себе план Ахтісаарі (посол з особливих доручень ООН) як невід'ємну частину конституційного ладу Косова, що вимагає від усіх органів влади в Республіці Косово дотримуватися плану Ахтісаарі і вживати всіх необхідних заходів для його реалізації. Конституція Косова ґрунтується на сукупній пропозиції щодо врегулювання статусу Косова, представленій Спеціальним посланником Організації Об'єднаних Націй з врегулювання статусу Косова (далі «план Ахтісаарі»), який передбачає незалежність під контролем двох міжнародних організацій, а саме Місії Європейського союзу з верховенства права в Косові (EULEX) і Міжнародного цивільного офісу (ICO, міжнародна неурядова організація). План Ахтісаарі передбачає ряд першочергових кроків для захисту меншин у Косові й уповноважує EULEX надати допомогу владі Косова у сфері верховенства права, з особливим акцентом на поліції, судовій системі та митниці. В цьому відношенні EULEX зберігає обмежені повноваження виконавчої влади, зокрема розслідувати, переслідувати в судовому порядку і виносити рішення у серйозних і резонансних злочинах, у співпраці з установами юстиції Косова. ICO, з іншого боку, відповідальна за нагляд над імплементацією плану Ахтісаарі.

Конституція складається з глав, статей, які стосуються системи правосуддя, парламенту, уряду, президента і конституційного суду. Система правосуддя передбачена главою VII з відповідними статтями 102—111, функції і повноваження Асамблеї Республіки Косово (парламенту) згадуються в статтях 63 — 82, в той час як про уряд і обов'язки президента вказано в статтях 83 — 101.

##### Конституційний суд
Конституційний Суд Республіки Косово створений у січні 2009 року. Його робота закріплена в статтях 112—118 Конституції. У його повноваження входить контроль законодавства та розгляд індивідуальних скарг громадян про порушення прав. Він є крайнім засобом контролю над законодавчою і виконавчою владою в Косові й остаточним арбітром трактування сутності конституційних положень, які закріплюють права і свободи людини. Конституційний суд є останньою інстанцією тлумачення Конституції і перевірки відповідності законів Конституції.
Правова основа створення Конституційного Суду відображена безпосередньо в Конституції Республіки Косово, яка була прийнята в червні 2008 р. У даній Конституції закріплені всі положення Ахтісаарі, які стосуються Конституційного Суду, вони розширюють його юрисдикцію, щоб охопити деякі конкретні вимоги, висунуті Асамблеєю, президентом Косова, урядом і омбудсменом. Конституція передбачає право звичайних судів посилатися на питання конституційної сумісності закону в суді, що виникає під час судового процесу.

Суд складається з дев'яти суддів, кожен з яких обирається на шість років. Головує в Конституційному суду в даний час Арти Рами-Хайрізі.

## Огляд процесу розробки юридичних документів
Республіка Косово є демократичною країною з верховенством права, яка поважає свою Конституцію та закони, визнає міжнародне право. Були прийняті основні закони, необхідні для функціонування системи правосуддя. Взагалі прийняття законів в країні значно зросло. Відповідно до чинного законодавства, закони в Косові ініціюють Президент, урядом, члени Асамблеї (парламенту) або громадяни (голосів яких повинно бути не менш як 10 000). . Переважна більшість законопроєктів подається виконавчою владою уряду, де міністерства відповідають за надання проєктів законодавчих документів, а також контролюють процес їх прийняття, внесення змін та доповнень до первинного і вторинного законодавства. Члени Асамблеї можуть запропонувати поправки до законодавства, подавши клопотання в парламент та уряд. Законопроєкти міністерств направляються до Управління юридичної підтримки (OLSS) та канцелярії прем'єр міністра (PMO). Другий етап розгляду законопроєктів — це їх розгляд на рівні уряду за участі OLSS, Міністерства фінансів (МФ) і Агентства з питань європейської інтеграції (АЄІ). Після розгляду і затвердження законопроєкти спрямовуються в координаційну групу уряду і, нарешті, надходять до Асамблеї для розгляду по суті та прийняття.

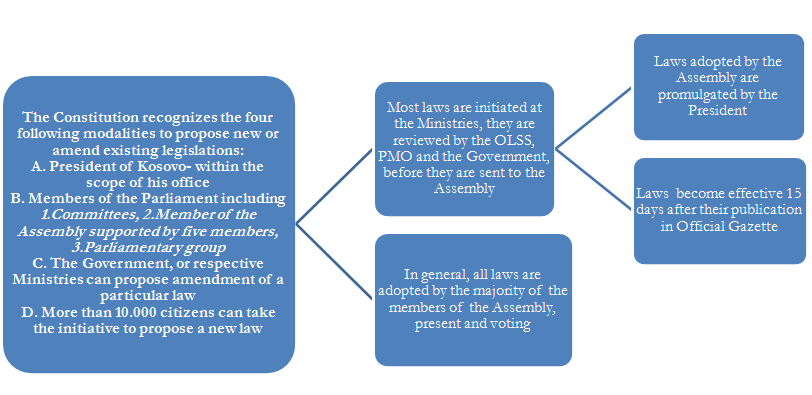
Процес затвердження законопроєктів

Започаткування проєктів законів найчастіше відбувається в міністерствах, які відповідають за їх розробку, а також за внесення змін. Після того, як міністр затверджує проєкт закону, він спрямовується до канцелярії прем'єр-міністра і Управління юридичної служби (з правових питань). OLSS відповідає за координацію і огляд всіх проєктів законів, підготовлених урядом. Після того, як OLSS розглядає закон, запит подається до постійного секретаря уряду, який створює робочу групу на рівні уряду. По завершенню вивчення проєкту робоча група уряду, спрямовує його до Міністерства економіки та фінансів (MOEF) і Міністерства з питань європейської інтеграції (МЕІ), перш ніж він попаде до Асамблеї (парламенту). MOEF розглядає фінансові та бюджетні наслідки закону, а MEI оцінює, сумісність закону з законодавством ЄС. Після схвалення, проєкт направляється постійному секретарю для включення до порядку денного урядової координаційної групи і остаточного розгляду. Це є заключним етапом в правовому процесі розробки закону в рамках уряду. Проєкт закону надсилають у парламент Косова на розгляд. Згодом закон реєструють в апараті Асамблеї. Після реєстрації, закон проходить перше слухання. Після слухання, закон розглядається відповідними профільними комітетами, які пропонують поправки і відправляють його назад для другого читання. Закон може пройти три читання в Асамблеї. Після того, як закон схвалить Асамблея, він буде направлений президенту, який може підписати його або повернути протягом 8 днів Асамблеї на доопрацювання. Закон набирає чинності після його підписання, і промульгації Президентом через 15 днів після опублікування в офіційному виданні (Official Gazette). 

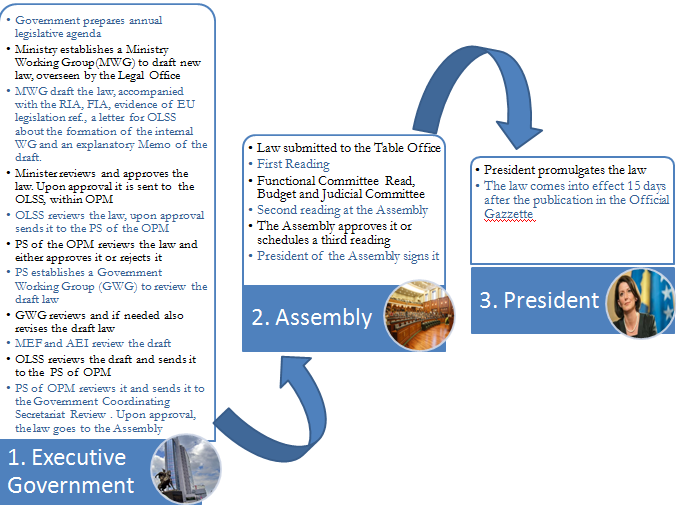
Косово Правова редакційна Огляд процесу

- Законопроєктування у виконавчій гілці влади — перший етап

Кабінет Міністрів, що включає Прем'єр-міністра та інших міністрів затверджують щорічний план з прийняття законодавства. Кожне міністерство несе відповідальність за ініціювання та контроль проєктів або поправок до законів в межах своєї компетенції. Постійний секретар (PS) і керівник Управління з правових питань слідкують за юридичним процесом складання закону. Проєкт розглядається і в подальшому погоджується міністром і постійним секретарем. Прийнятий закон направляється в Управління юридичної служби підтримки (OLSS) і канцелярію прем'єр-міністра (PMO).
- Законопроєктування у виконавчій гілці влади — другий етап

Після схвалення Управлінням юридичної служби (OLSS) проєкту воно просить постійного секретаря створити урядову робочу групу для його розгляду. Робоча група  розглядає закон і відправляє його далі. Розроблений проєкт розглядається Міністерством економіки і фінансів і Міністерством з питань європейської інтеграції. Після їх розгляду закон спочатку надається постійному секретарю, потім погоджується урядової координаційною групою, до складу якої входять всі міністри і прем'єр-міністр.
- Законопроєктування в парламенті

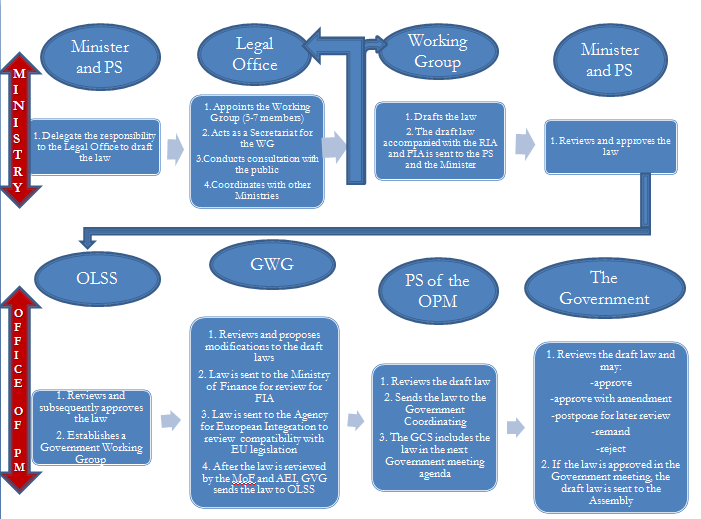
Законопроєктування у виконавчій владі

Після того, як закон був схвалений урядом, він спрямовується до секретаріату Асамблеї на реєстрацію. Реєстрація закону дозволяє парламенту включити його на розгляд до порядку денного Асамблеї. Вона розглядає закон і може його затвердити в першому читанні. Після першого слухання закон направляється до профільного комітету і Комітету з питань бюджету та Законодавчого комітету. Профільний комітет є одним з декількох комітетів Асамблеї в залежності від сфери законопроєкту. Правила Асамблеї дозволяють всім комітетам парламенту проводити громадські слухання за участю експертів, громадських організацій та представників зацікавлених груп. Більшість законів приймаються після того, як пройшли розгляд і були прийняті у другому читанні, лише в рідкісних випадках, коли закон не пройшов у другому читанні, він відправляється до Асамблеї на доопрацювання та прийняття в третьому читанні.
- Президент

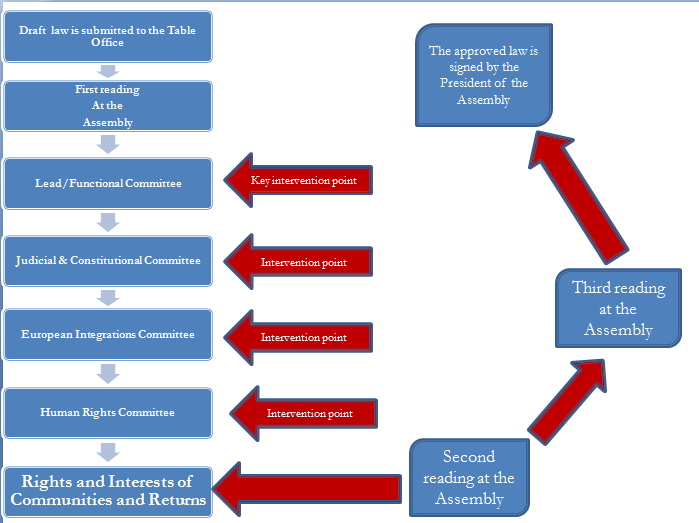
Законопроєкти на Асамблеї (може порядок прийняття, стадії)

Після прийняття закону Асамблея направляє його Президенту на підпис і президент має 8 днів для його підписання і офіційного оприлюднення або для повернення його парламенту на повторний розгляд. Закон може бути повернутий Асамблеї на повторний розгляд, якщо президент вважає, що законопроєкт порушує законні інтереси Республіки Косово чи однієї з її спільнот.

## EULEX
(від лат. Lex — «закон») — місія Європейського союзу з верховенства права в Косові, яка працює в галузі правосуддя, поліції та митниці. У квітні 2009 року EULEX почала виконувати свою місію в країні. Спільний план дій ЄС в лютому 2008 року і Рішення Ради Безпеки ООН в червні 2010 року та в червні 2012 році, складає правову основу для Місії. EULEX працює в рамках резолюції № 1244 Ради Безпеки ООН. Місія надає допомогу владі Республіки Косово: судовій владі та правоохоронним органам в справі забезпечення миру та правопорядку. Місія, разом з Європейською Комісією, за програмою з надання допомоги, реалізує свої повноваження за допомогою здійснення консультацій, моніторингу, допомоги в правовому полі.

Місія зберігає деякі виконавчі функції в таких областях, як боротьба з організованою злочинністю, розслідування військових та серйозних фінансових злочинів. Співробітники EULEX в області юстиції присутні у всіх косовських судах та у всіх правових інстанціях країни. Понад 1500 офіцерів поліції EULEX розташовано по всій території Косова. Митники EULEX мають 6 мобільних груп, які працюють разом з косовськими колегами, враховуючи специфіку регіону та контролюючи кордони Косова.
Місія ділиться на два підрозділи:
- Виконавчий Відділ
- Відділ Посилення.

Виконавчий Відділ розслідує і виносить рішення по резонансним, гучним справам, використовуючи свої повноваження в виконавчій владі.

Відділ посилення займається моніторингом, навчанням, наданням допомоги місцевій поліції, органам юстиції та митниці.